# Roger-Émile Aubry
Roger-Émile Aubry CSsR (* 11. April 1923 in Montfaucon, Schweiz; † 17. Februar 2010 in Cochabamba, Bolivien) war Apostolischer Vikar von Reyes in Bolivien.

## Leben
Roger-Émile Aubry trat der Ordensgemeinschaft der Redemptoristen bei und empfing am 24. Februar 1949 die Priesterweihe. Er ging anschließend in die Mission. 
Papst Paul VI. bestellte ihn 1970 zum Apostolischen Administrator in Reyes und ernannte ihn am 14. Juni 1973 zum Titularbischof von Arena und zum Apostolischen Vikar von Reyes. Die Bischofsweihe spendete ihm Josef Clemens Kardinal Maurer CSsR, der Erzbischof von Sucre in Bolivien, am 16. September 1973; Mitkonsekratoren waren Jorge Manrique Hurtado, Erzbischof von La Paz, und sein Amtsvorgänger José Alfonso Tscherrig CSsR.
Am 1. Mai 1999 nahm Papst Johannes Paul II. seinen altersbedingten Rücktritt an.